# Stift i Finlands evangelisk-lutherska kyrka
Evangelisk-lutherska kyrkan i Finland är indelad i nio stift. Ett stift är ett administrativt område inom kyrkan som leds av en biskop, ett domkapitel och ett stiftsfullmäktige. 
Domkapitlet övervakar församlingarna och prästerna i stiftet samt sköter förvaltnings- och personalfrågor. Biskopen leder domkapitlets och stiftets praktiska verksamhet. I frågor som rör verksamhet och ekonomi är stiftsfullmäktige det högsta beslutsfattande organet.

## Domkapitlet
Domkapitlet tar hand om stiftets verksamhet, administration och ekonomi. Det stöder och övervakar församlingarnas verksamhet och administration samt sköter personalfrågor som rör präster och lektorer och övervakar även övriga församlingsanställdas tjänsteutövning och liv. Domkapitlet bereder och verkställer stiftsfullmäktiges beslut.
Domkapitlet leds av biskopen, som är ordförande i domkapitlet och utövar den högsta andliga tillsynen i stiftet. Domprosten är viceordförande i domkapitlet och de övriga medlemmarna är två prästassessorer, en lekmannamedlem, den lagfarna assessorn och stiftsdekanen.
Domkapitlet kallas vanligtvis också domkapitlets ämbetsverk som består av biskopens medarbetare: den lagfarna assessorn och notarien i egenskap av förvaltningsämbetsmän samt stiftsdekanen och stiftssekreterarna som sköter stiftsverksamheten.
År 1997 överfördes domkapitlen i sin helhet från staten till kyrkan. Domkapitlet i Åbo är landets äldsta myndighet från år 1276.

## Stiften
| Stift             | Bildat ev. tidigare namn och stiftsstad                                            | Ungefärligt område (enligt landskap)                                                  | Antalet församlingar och prosterier 2021 | Domkyrka             |
| Åbo ärkestift     | - 1276 Åbo stift, Nousis - 1229 Korois - 1300 Åbo - 1817 Åbo ärkestift             | - Egentliga Finland, (finska församlingar) - Satakunta                                | - 5 församlingar - 5 prosterier          | Åbo domkyrka         |
| Tammerfors stift  | - 1554 Viborgs stift, - 1724 Borgå stift, - 1923 Tammerfors stift                  | - Birkaland, - Egentliga Tavastland                                                   | - 38 församlingar - 5 prosterier         | Tammerfors domkyrka  |
| Uleåborgs stift   | - 1851 Kuopio stift - 1900 flyttas domkapitel till Uleåborg - 1923 Uleåborgs stift | - Norra Österbotten - Mellersta Österbotten - Lappland                                | - 62 församlingar - 8 prosterier         | Uleåborgs domkyrka   |
| St Michels stift  | - 1897 Nyslotts stift - 1925 Viborgs stift - 1945 St Michels stift                 | - Södra Savolax - Kymmenedalen - Södra Karelen - Päijänne-Tavastland                  | - 38 församlingar - 4 prosterier         | St Michels domkyrka  |
| Borgå stift       | - 1923                                                                             | - Svenska församlingar samt till majoriteten svenskspråkiga församlingar i hela riket | - 49 församlingar - 9 prosterier         | Borgå domkyrka       |
| Kuopio stift      | - 1939                                                                             | - Norra Savolax - Norra Karelen - Kajanaland                                          | - 46 församlingar - 5 prosterier         | Kuopio domkyrka      |
| Lappo stift       | - 1956                                                                             | - Södra Österbotten - Österbotten (finska församlingar) - Mellersta Finland           | - 44 församlingar - 6 prosterier         | Lappo domkyrka       |
| Helsingfors stift | - 1959                                                                             | - Nyland, östra del (finska församlingar)                                             | - 30 församlingar - 6 prosterier         | Helsingfors domkyrka |
| Esbo stift        | - 2004                                                                             | - Nyland, västra del (finska församlingar)                                            | - 19 församlingar - 3 prosterier         | Esbo domkyrka        |